# 塔图因
塔图因（又译塔图音，坦圖因），是《星際大戰》的世界观中天行者家族的故乡行星。它被设定为一颗巨大的沙漠行星，属于星系外環（Outer Rim）的阿卡尼斯区域（Arkanis Sector），是一颗围绕着一个双星系统运动的行星。

## 地理

### 自然环境
塔图因是星系中最古老的行星之一，其组成为熔化的地核，岩石化的地幔以及硅酸盐为主的地壳。化石记录显示早于雅汶战役两百万年前，塔图因曾被广阔的大洋和丛林覆盖。而其后气候的改变导致海洋干涸，塔图因贫瘠荒凉的地表演化出多样化的地形，著名的包括在《星際大戰首部曲：威脅潛伏》的飞车大赛中安纳金·天行者驱车穿越的拜加峡谷（Beggar's Canyon）、《星際大戰四部曲:曙光乍現》中C-3PO和R2-D2的救生船所坠落的茫茫沙海（Dune Sea）。
有当地的谚语说，行走在烈日下的沙海里，那沙子的光芒能照瞎你的双眼。从宇宙空间远处望去，塔图因的外观由于沙子含钠量高呈现出发亮的金黄色，长久以来这一特点使很多人误以为它是一颗发光的恒星，直到超空间引擎的发明使人类得以近距离接触了它。起初一般人都不会相信这样一颗环境恶劣的行星会有生命存在，但事实上由于处在一个双星系统轨道的特殊位置，塔图因形成了一种稳定的气候。尽管干燥炎热的塔图因的表面水覆盖不到1%，在北半球一块相对适宜居住的区域内仍然有多样的物种在繁衍生息。

### 物种
塔图因的原住民包括两种智能生物：高大凶猛的塔斯肯袭击者（Tusken Raider），也叫沙人（Sand People），和矮小怯弱的爪哇（Jawa）。他们都身着较厚的布料制成的外套或斗篷，覆盖全身以抵御强烈的阳光。外形差异很大的他们其实是同一种来源，关于这一点请参照塔图因的历史。
生活在塔图因的其他有名的非智能生物包括：
- 班沙兽（Bantha），在星系范围内分布很广的一种体型庞大健硕，易于驯服的食草动物，能在相当严酷的条件生存。班沙兽因地理隔离分为几个亚种，但都以全身覆盖的厚重长毛，头顶两只弯曲的长角为其主要外形特征。在塔图因上，班沙兽被塔斯肯袭击者驯化成他们的骑乘工具，有时班沙的乳汁（藍色牛奶（Blue milk））和肉也成为塔图因当地居民的食物来源。[2]（但魅使·雲度曾评价说：“班沙是肮脏的动物，我不吃肮脏的动物。”）[3]在星战的世界中，“班沙饲料”也是一种用来侮辱别人的粗话。

- 露水背兽（Dewback），塔图因特有的沙漠环境生存的四足爬行动物，比较凶猛，在当地被看作是一种较危险的野兽，比较倾向独居，或只是三五成群地捕捉猎物。每当塔图因的傍晚到来的时候，由于是冷血动物，它们常常蛰伏不动，为的是保持自己的体温和表皮的湿润。夜间的露水能够在此时被收集到它们的背上，从而使得早晨太阳升起后表皮的水分不至于马上蒸发掉，这也是它们名字的由来。[4]成年的露水背兽约高1.3至2.1米，体长2至3米。露水背兽也是一种较容易驯服的动物，在塔图因的沙漠中遇到不适宜使用飞车的情况，露水背兽也是一种轻便的骑乘工具，时速可达每小时50千米。帝国士兵前往塔图因搜查C-3PO和R2-D2时采用的主要骑乘工具也是露水背兽。

- 克拉伊特毒龙（Krayt Dragon），塔图因特有的大型食肉爬行动物，体长可达30至100米。光剑战型的第五型用克拉伊特毒龙做类比，显示了其快速凶猛的特点。夏季是克拉伊特毒龙的繁殖季节，此时塔图因的峡谷里充满了它们的嚎叫声，这种可怖的声音让塔斯肯袭击者都感到畏惧。歐比王·肯諾比就是靠模仿其叫声吓退了打劫卢克的塔斯肯袭击者。大多数克拉伊特毒龙都生活在峡谷中的山洞里，但也有另一种体型更大的亚种生活在沙漠中，一般捕捉沙漠中的班沙等动物为食。克拉伊特毒龙的牙齿和脊椎中都含有剧毒的毒液。尽管如此，捕猎克拉伊特毒龙并非不可能的事，绝地内战时期瑞文在塔图因上就曾经成功捕杀了一条体型很大的克拉伊特毒龙，并得到了珍贵的克拉伊特龙珠。[5]

### 区划
塔图因拥有自己独立的区划系统，整个行星被分成四个区域，每一个地点都可以用一个坐标来标记。坐标的格式为：一个字母连接四个数字，然后再是一个字母连接四个数字的组合。例如沙海处于第一区域，而欧比旺的小屋位于沙海的西南边缘，坐标为第一区域中的Alpha-1733-Mu-9033。

## 历史

### 无限帝国时期
早在旧共和国成立之前，塔图因是拥有高度文明的拉卡塔人所建立的无限帝国的一部分，那时的塔图因的环境还是丛林和海洋。后来由于当地的库姆玛人（Kumumgah，一种类人的智慧种族）不满无限帝国的统治，拉卡塔人为了报复肆意破坏了塔图因的生态系统，他们在空间轨道上轰炸塔图因，将整个行星表面土壤中的氧化硅熔化提取出来，使塔图因表面成为玻璃状的东西。后来这些硅的化合物分解导致土地沙化，最后导致了海洋的干涸。气候的极端变化致使库姆玛人进化成了两个不同的种族：葛尔发（Ghorfa）和爪哇。

### 旧共和国时期
雅汶战役五千年前（5000BBY）共和国发現塔图因，大约八百年后（4200BBY）首批殖民者到达塔图因，并在一个天然深井附近建造了塔图因的第一个城市锚头城。这些殖民者的到来扰乱了当地葛尔发人的生活，并遭到了他们的报复：葛尔发人逐渐演变为高大凶恶的战士，不时对外来的殖民者展开骚扰攻击，他们被殖民者称作“沙人”。从那时起塔图因的居民与沙人之间的冲突就从未停息过。曼德罗林战争和绝地内战时期，当时的星际大型商业集团泽卡公司（Czerka Corporation）尝试在塔图因发展采矿业，却发现他们的沙漠沙车常常遭到附近沙人的攻击。后来泽卡公司委派寻找星图途径塔图因的瑞文消灭那个沙人部落。瑞文通过外交手段和沙人部落首领展开谈判，并得知了沙人的历史以及泽卡公司对沙人领地的侵入等事实。由于塔图因上的矿石带有一种奇怪的磁性而无法加以利用，泽卡公司最终关闭了在塔图因的采矿产业。采矿业的衰退也导致了锚头城的荒废，共和国的殖民者逐渐放弃了塔图因，塔图因于是成为了被共和国遗忘的角落。
雅汶战役一百年前（100BBY）一艘来自贝斯町四号星（Bestine IV）的飞船坠毁在塔图因，其上的船员们首次和当地的爪哇接触，并建立了后来的塔图因首府贝斯町。其后他们又建造了塔斯肯堡（Fort Tusken），但仅过了一年就被当地的沙人摧毁，从此“塔斯肯袭击者”的名称流传开来。由此塔图因开始了城市建设的复兴，93BBY殖民者重建了锚头城，85BBY建立了摩斯·埃斯里，80BBY建立了摩斯·埃斯帕。虽然名义上塔图因属于共和国的阿卡尼斯区域，实际上塔图因与赫特族控制的空间，即所谓Hutt Space联系更密切。65BBY赫特族到达塔图因，赫特族泽巴进而成为塔图因的一个帮派头目。塔图因的治安和经济状况在当时都非常差，共和国发行的货币在那里并不能正常流通，很多地方都还有买卖奴隶的制度，摩斯·埃斯里等地的港口则更是犯罪走私等肮脏交易的场所。
32BBY那卜与贸易联邦的冲突爆发，阿米达拉女王在魁刚·金和歐比王·肯諾比的护送下迫降塔图因，在那里他们遭遇了潜伏千年而又重现的西斯：达斯·魔爾，以及在摩斯·埃斯帕遇见了还是奴隶的安纳金·天行者。经魁刚的引荐，安纳金从此离开塔图因前往科羅森，开始了他的绝地之路。22BBY安纳金重返塔图因，为了给母亲复仇，愤怒的安纳金屠杀了當時綁架母亲的沙人部落里的全部男女老幼。
複製人之戰末期，歐比王·肯諾比为了逃避希夫·白卜庭下达的66号密令对绝地的屠杀，化名「班」隐居塔图因，并将还是婴儿的卢克交给安纳金的同母异父的兄弟欧文·拉尔斯夫妇抚养。同时他也承担着在暗处关照卢克的责任。

### 帝国时期
帝国时期的塔图因状况并没有得到任何改善，主要原因是帝国实在没有办法投入太多人力去管制塔图因上猖獗的犯罪活动。卢克在塔图因的农村长大，尽管他渴望离开这里追求另一种生活，他的叔叔欧文·拉尔斯却担心他重蹈安纳金的覆辙，从未准许他离开农场。直到叛军与帝国的交锋逐渐升级，莉亚公主的飞船遭达斯·维达劫持，C-3PO和R2-D2携帝国死星计划图纸乘坐救生舱弹出飞船坠入塔图因，在那里他们被一群贩卖旧机器人的爪哇抓获，却恰好被卖给了卢克的叔叔欧文·拉尔斯。卢克在修理C-3PO和R2-D2时偶然打开了莉亚公主的全息影像，被莉亚所吸引的卢克想要能看到更多。而R2-D2就透過C-3PO骗卢克说如果能解除束缚他的控制栓就能办到，结果卢克信以为真，随后R2-D2趁夜间离开卢克家中去寻找欧比旺。卢克早上起来发现R2不在才发现上当，他和C-3PO驾驶飞车“天空跳虫”进入沙海寻找R2，虽然找到了却也遭遇了塔斯肯袭击者。此时欧比旺出现了，他模仿克拉伊特毒龙的叫声吓跑了塔斯肯袭击者，并把卢克和两个机器人带到自己隐居的家中。欧比旺向卢克讲述了自己和卢克的父亲——安纳金都作为绝地武士参加了克隆战争的事，并将一直收藏的安纳金的光剑交到卢克手中，告诉卢克“是达斯·维达杀害了安纳金”。看到莉亚公主的全息影像后，欧比旺表示希望卢克能一起前往奧德蘭拯救星系的命运。卢克起初并不同意，但他回到家中后发现欧文·拉尔斯夫妇已经被前来搜查的帝国暴风军杀害。无可留恋的卢克决定跟随欧比旺前往奧德蘭并像“自己的父亲”那样学习原力之道。他们带着两个机器人来到摩斯·埃斯里的酒吧，遇到了走私犯韩·索罗和他的副手丘巴卡。此时韩欠赫特人賈霸很多钱，双方很快就达成了协议。在帝国風暴兵的追杀中，千年隼号逃离塔图因进入超空间。此次事件导致欧比旺正式将卢克引上绝地之路。最终位于雅汶四号卫星的叛军大本营得到了死星图纸，叛军取得雅汶战役的胜利。
三年后与维达在云城首次交手之后，卢克回到塔图因上欧比旺的居所，在那里他模仿欧比旺的光剑样式制造了第一把属于自己的绿色光剑。
安度战役前夕，赏金猎人波巴·費特来到塔图因，将被帝国捕获的韩·索罗交给了赫特人賈霸。卢克和莉亚等人潜入賈霸的宫殿对韩展开了营救，但仍然被賈霸抓住。蛮横而又自大的賈霸指示其手下将他们扔到生活在沙海的怪兽萨拉克（Sarlacc）的洞穴中，自己则无视卢克的警告，得意地坐在车内观看这场表演。早有准备的卢克抓住事先藏在R2那里的光剑，和韩等人一起迅速解决了賈霸的手下。过分自信的賈霸被莉亚用锁链勒死，同在场的波巴·費特坠入萨拉克的洞穴，但后来侥幸逃离。賈霸在塔图因的帮派组织宣告覆灭。

### 新共和国时期
新共和国建立后的塔图因没有大的战事，直至雅汶战役二十五年后来自外星系的种族欲戰風Yuuzhan Vong入侵，他们扫荡了赫特族的行星瑙·赫塔（Nul Hutta）和其卫星，有“小科劳肯”之称的纳·沙达（Nar Shaddaa），赫特族被迫全体移居塔图因。雅汶战役四十年后欲戰風Yuuzhan Vong战争结束，赫特族重返瑙·赫塔。

## 幕后
- 塔图因虽然是星战的世界中一个非常重要并且是首个在电影中亮相的星球，在星战的首部作品《星際大戰四部曲：曙光乍現》中却通篇没有提到它的名字。而在卢卡斯的剧本中，它的名字是乌塔堡（Utapau），这个名字后来被用在《星際大戰三部曲：西斯大帝的復仇》中，欧比旺和格里弗斯将军战斗所在行星的名字。而塔图因一名的由来，则来自拍摄塔图因的沙漠外景所在地——突尼斯南部城市泰塔温的法语名称Tataouine。而“-ooine”这一字母组合惯例性地成为了星战世界中很多行星名的后缀，如Dantooine等等。
- 沙海（Dune Sea）的名称可能来源于托尔金的作品中的相同名称。但沙海的外景并非全部来自突尼斯：《星際大戰四部曲：曙光乍現》的沙海场景是在突尼斯拍摄的，而在《星際大戰六部曲：絕地大反攻》中的沙海则是在加利福尼亚和亚利桑那附近的尤玛沙漠（Yuma Desert）
- 塔图因这一构思有时被批评过度借鉴了弗兰克·赫伯特的小说《沙丘》系列，被指责为和《沙丘》中的行星Arrakis太过相似。不过《沙丘》的构思可能也并非原创，沙漠星球的概念有可能来自1934年的科幻漫画《Flash Gordon（英语：Flash Gordon）》。
- 塔图因在六部电影中仅在《星際大戰五部曲：帝國大反擊》未出现，是电影中上镜率最高的星球。
- 在《星際大戰首部曲：威脅潛伏》中，塔图因的远景实际是火星的照片。
- 《星際大戰四部曲：曙光乍現》中，卢克在塔图因上凝望两个太阳同时落下的场景是星战系列中最有名的场景之一，《星際大戰三部曲：西斯大帝的復仇》结尾欧文·拉尔斯夫妇抱着还是婴儿的卢克凝望落日则是对这一场景的回应。《STAR WARS：天行者的崛起》的結局裡，芮在將路克與莉亞的光劍埋葬在天行者的故居後凝望落日的一幕也是對此的致敬。生于塔图因的安纳金也被称作“太阳之子”（Son of the suns）。
- 2011年7月發現首顆確認的环联星运转行星克卜勒16b，發現它的科學家非正式地以塔图因稱呼它[10]。